# Minja al-Kamh
Minja al-Kamh (arab. منيا القمح) – miasto w Egipcie, w muhafazie Asz-Szarkijja. W 2006 roku liczyło 62 331 mieszkańców.